# Václav Toužimský
Václav Toužimský (8. května 1935 Liberec – 13. června 2025 tamtéž) byl český fotograf, známý především díky snímkům z okupace Československa v srpnu 1968. Jeho ikonická fotografie zachycující sovětský tank narážející do podloubí na libereckém náměstí se stala symbolem tehdejších událostí.

## Život a dílo
Toužimský vystudoval fotografii a fotochemii v Hradci Králové. Poté působil jako profesionální fotograf ve Fotocentrále v Liberci.
Dne 21. srpna 1968 fotografoval příjezd vojsk Varšavské smlouvy z lešení u svého domu. Následující den pořídil sérii snímků zachycujících střelbu a smrt civilistů v Liberci. Jeho snímek sovětského tanku ničícího dům v podloubí se stal jednou z nejznámějších fotografií okupace.
Po roce 1969 mu byla činnost omezena a negativy zabaveny Státní bezpečností, ale po sametové revoluci mu některé byly vráceny.

## Ocenění
- 2018 – Pocta hejtmana Libereckého kraje
- 2022 – Medaile města Liberec